# Юськасинское сельское поселение
Юськаси́нское се́льское поселе́ние (чув. Йӳҫкасси ял тӑрӑхӗ) — муниципальное образование в составе Моргаушского района Чувашской Республики.
Административный центр — село Юськасы. Глава поселения — Кузьмин Анатолий Николаевич.

## Состав поселения
В состав поселения входят 13 деревень: Юськасы, Нюреть, Актай, Падаккасы, Ильбеши, Новые Мадики, Старые Мадики, Рогож, Сюмерткасы, Вурманкасы, Верхние Панклеи, Нижние Панклеи, Хорнкасы.

## Известные люди
- Яковлев Николай Лукич — Заслуженный работник культуры Чувашской Республики, член Союза журналистов РФ.
- Ильин Александр Наумович — Народный артист Чувашской Республики.
- Андреев Леонид Егорович — Заслуженный работник высшей школы РФ.
- Гордеев Виталий Ильич — Народный артист Чувашии.
- Давыдов Платон Павлович — Заслуженный работник сельского хозяйства Российской Федерации, депутат Государственного Совета Чувашской Республики.